# Diessenhofen
Diessenhofen ist eine Kleinstadt und eine Gemeinde im Bezirk Frauenfeld des Kantons Thurgau in der Schweiz. Die seit 2000 bestehende politische Gemeinde umfasst die ehemalige Munizipalgemeinde Diessenhofen mit deren Ortsgemeinden Diessenhofen und Willisdorf. Von 1798 bis 2010 war Diessenhofen Hauptort des damaligen gleichnamigen Bezirks.

## Geographie
Das Städtchen Diessenhofen liegt am Südufer des Hochrheins an der Strasse Schaffhausen–Stein am Rhein und zeigt sich in seiner ursprünglichen, mittelalterlichen Struktur, die bis heute erhalten ist. Bei der Schifflände mündet der Geisslibach in den Rhein. Das Gemeindegebiet mit dem Brücken- und Grenzstädtchen Diessenhofen erstreckt sich über rund 8 km am südlichen Ufer des Rheins zwischen Schaffhausen und Stein am Rhein. Der Hochrhein bildet die Grenze zwischen Deutschland und der Schweiz.
Diessenhofen hat einen Bahnhof an der Bahnlinie Schaffhausen–Kreuzlingen.

## Geschichte
Die Ursprünge der Ansiedlung reichen bis in die Stein- und Bronzezeit, wie Einzelfunde in den flachen Senken des Bezirks und an den Rheinufern belegen. Ein Münzschatz aus römischer Zeit wird auf die Zeit von 251 bis 270 datiert. Aus dem 4. Jahrhundert stammen Überreste dreier Wachttürme des Donau-Iller-Rhein-Limes.

### Weltliche Herrschaft

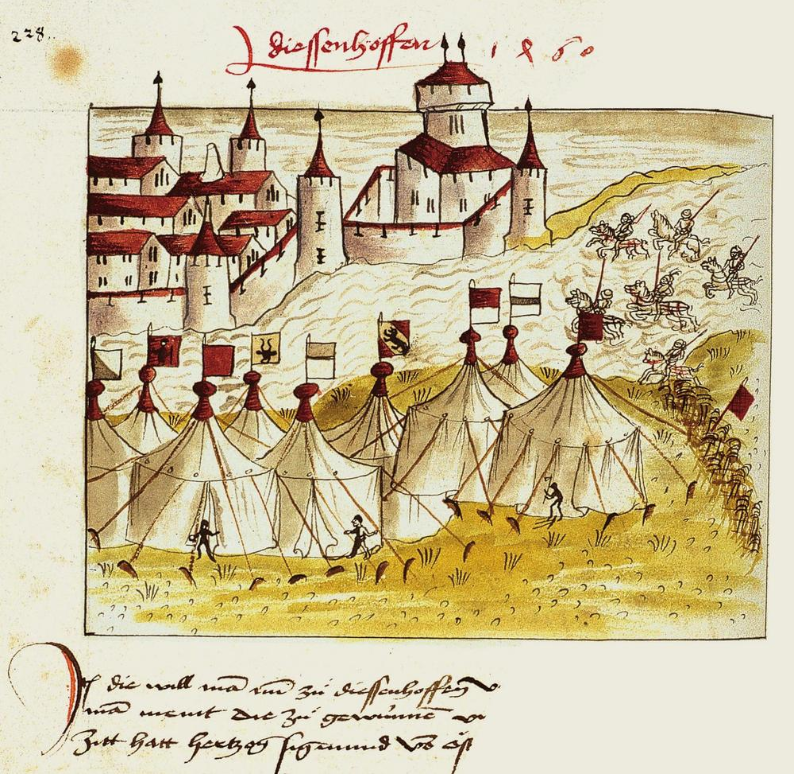
Das Lager der Eidgenossen vor den Toren der Stadt Diessenhofen im Jahr 1460. Illustration aus der Zürcher Chronik.

Die älteste erhaltene urkundliche Erwähnung als alemannische Siedlung Deozincova stammt aus dem Jahr 757. Priester Lazarus schenkte damals dem Kloster St. Gallen seinen Weiler Deozincova. 839 hiess es Theozinhovun, was mit «bei den Höfen des Die(o)zzo» übersetzt werden kann.
Diessenhofen wurde durch Graf Hartmann III. von Kyburg 1178 mit 60 Hofstätten zur Stadt erhoben. Die Stadtrechte wurden in der 1260 verliehenen Handfeste bestätigt und erweitert. Im 13. Jahrhundert erschien dann erstmals der Name Diessinhovin. In dieser Zeit haben die Kyburger in Diessenhofen auch Münzen geprägt: einen rechteckigen Kyburger Pfennig mit Kopf und Umschrift «DIONI-SIVS» (Stadtheiliger der Stadtkirche St. Dionys).
Im Vergleich zu Schaffhausen und Stein am Rhein blieb Diessenhofen ein bescheidener Marktort.
Nach dem Übergang der Herrschaft an die Habsburger 1264 entwickelte sich die Stadt zu einem ihrer Eckpfeiler in den Vorlanden, wobei die Truchsessen von Diessenhofen, die auf der Burg Unterhof sassen, zeitweilig Vogtei und Schultheissenamt in einer Hand vereinigten. Ab 1320 wählte die Bürgerschaft einen Kleinen Rat von 8 bis 12 Mitgliedern, im Verlauf des 15. Jahrhunderts dann einen 24- bis 28-köpfigen Grossen Rat. Nachdem der Herzog von Österreich 1349 die Vogtei aus der Pfandschaft der Truchsessen gelöst und an andere Ministerialengeschlechter vergeben hatte, gewann die Bürgerschaft zunehmend an Bedeutung. Der Einflussverlust der Habsburger und der Niedergang der Truchsessen liessen die Stadt 1415 bis 1442 reichsfrei werden.

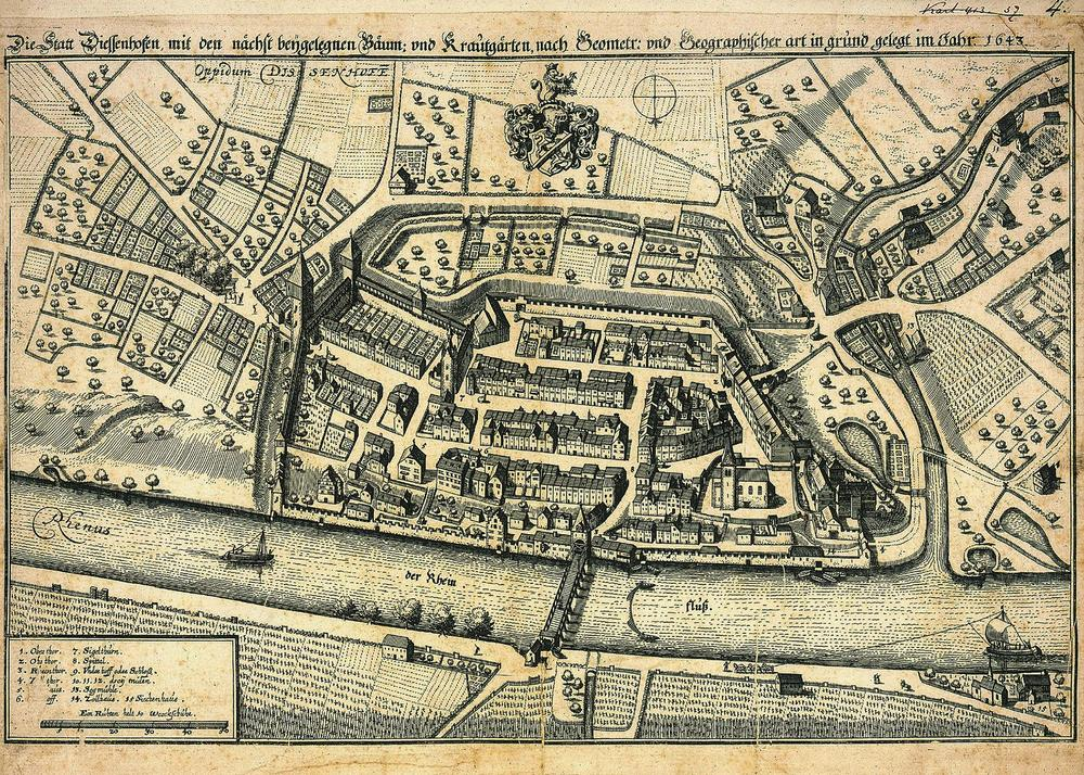
Die Stadt Diessenhofen um 1643

Grenzwachtposten kontrolliert den Grenzverkehr an der Brücke Diessenhofen, Kompanie III/65, 1914–1918

1460 wurde Diessenhofen im Zuge der Eroberung des Thurgaus von den Eidgenossen nach zehntägiger Belagerung eingenommen; es behielt jedoch wie Frauenfeld gewisse Privilegien in der gemeinen Herrschaft Thurgau. Diese umfassten die Hoch- und Niedergerichtsbarkeit und die kurz zuvor erworbenen Zoll-, Steuer- und Vogteirechte mit dem Schloss, ab 1574 zudem die Herrschaft über die linksrheinischen Besitzungen des Klosters Paradies sowie vom 16. Jahrhundert an die meisten Niedergerichte im Gebiet des späteren Bezirks Diessenhofen. Gerichtsurteile wurden nicht an den Landvogt in Frauenfeld, sondern direkt an die eidgenössischen Instanzen der neun Orte weitergezogen; die Stadt hatte lediglich alle zwei Jahre dem thurgauischen Landvogt zu huldigen, wenn dieser bei Amtsantritt die Lehen feierlich erneuerte. Im Jahr 1512 erhielt die Stadt von Papst Julius II. eigens einen wertvollen «Juliusbanner» für die 1508–1510 im «Grossen Pavier Feldzug» geleisteten Dienste zur Vertreibung der Franzosen.
In der Zeit der Helvetischen Republik wurde der Bezirk Diessenhofen 1798 dem Kanton Schaffhausen angegliedert. Bereits 1800 kam der Bezirk definitiv zum Kanton Thurgau.
Als Grenzort war das Städtchen Diessenhofen wiederholt von Kampfhandlungen betroffen, insbesondere während des Zweiten Koalitionskriegs (1799–1801) und des Zweiten Weltkriegs, als jeweils die 1292 erstmals erwähnte Holzbrücke über den Rhein schwer beschädigt wurde. Nach 1900 entwickelte sich die kleinstädtische Siedlung unter Wahrung der mittelalterlichen Bausubstanz entlang neuer Strassenachsen weiter, vor allem gegen Süden zum 1894 eröffneten Bahnhof. Diessenhofen bildet heute als grösster Ort des früheren Bezirks als Sitz von Oberstufenschule und als Zentrum der regionalen Konsumgüterversorgung dessen Schwerpunkt und ist seinerseits verkehrsgeografisch und wirtschaftlich auf das nahe gelegene Schaffhausen ausgerichtet.
Im Jahr 2000 fusionierte im Zuge der Thurgauer Gemeindereorganisation die Ortsgemeinde Willisdorf mit der Orts- und Munizipalgemeinde Diessenhofen.

### Religion
Das Patrozinium der Kirche St. Dionysius ist 1468 erwähnt; das Patronatsrecht war im 12. Jahrhundert samt Hof im Besitz des Thurgaugrafen, kam spätestens 1230 an die Kyburger, 1264 mit der Stadtherrschaft an die Habsburger und wurde ab 1383 faktisch von der Bürgerschaft ausgeübt, was 1415 bestätigt wurde.
1524 traten zahlreiche Bürger zur Reformation über. 1529 wurde die Messe abgeschafft, ein reformierter Pfarrer bestellt und die Kirchengüter eingezogen. Die Stadt Diessenhofen unterstützte Zürich im Zweiten Kappelerkrieg 1531. Nach der Niederlage der Reformierten stellten die katholisch regierenden Orte 1532 die Messe wieder her. Das seither bestehende Simultanverhältnis endete erst mit dem Bau der katholischen Kirche 1966/67. Zwischen Diessenhofen und Schaffhausen liegen die im 13. Jahrhundert gegründeten Klosteranlagen St. Katharinental und Paradies, die bis zu ihrer Aufhebung im 19. Jahrhundert von Frauenkonventen besetzt waren.
1349 wurde die jüdische Gemeinde von Diessenhofen ausgelöscht. Der 1401 gegen einen Juden durchgeführte Ritualmordprozess zog weitere Verfolgungen in Winterthur und Schaffhausen nach sich.

### Wirtschaft
Seit dem Frühmittelalter prägte der Ackerbau die Landwirtschaft des früheren Bezirks, der als Kornkammer des Thurgaus bezeichnet wurde. Bereits im 9. Jahrhundert wird der im Hochrheingebiet weit verbreitete Weinbau erwähnt. Bis ins 19. Jahrhundert war die Stadt vor allem von Ackerbürgern bewohnt, versorgte sich weitgehend selbst und fungierte als Ort des Austauschs zwischen der Landschaft und den umliegenden Städten, vor allem Schaffhausen und dem Zürcher Gebiet. Im 12. Jahrhundert sind ein Wochenmarkt, ab 1387 deren zwei und bis ins 19. Jahrhundert acht Jahrmärkte belegt.

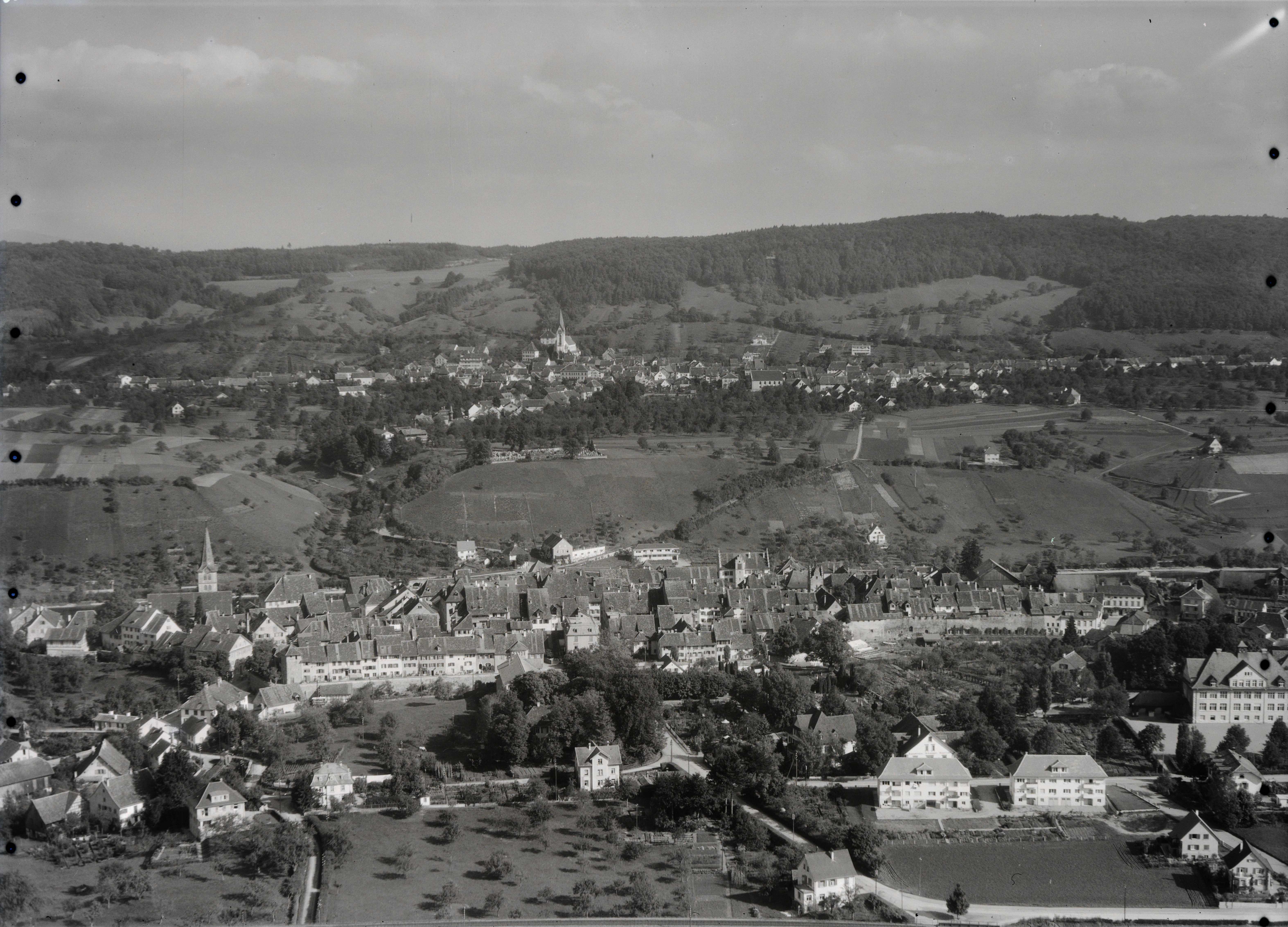
Diessenhofen, Luftbild aus dem Jahr 1935 von Walter Mittelholzer

Das Gewerbe deckte die einfachsten Bedürfnisse der Stadt und ihres beschränkten Marktgebiets und war zur Bildung von gewerblich orientierten Zünften zu schwach. In Diessenhofen dominierte nie ein einzelner Wirtschaftszweig oder ein Spezialhandwerk. Auch hatte der Ort am Leinenhandel, der im ganzen Bodenseegebiet zur internationalen Exportindustrie emporgewachsen war, keinen merklichen Anteil genommen. Die Lage am Rhein begünstigte die Fischerei. Ausserdem profitierte Diessenhofen vom Salzhandel; Brücken- und Durchgangszölle stellten bis zur Abschaffung der Binnenzölle 1848 die wichtigste Einnahmequelle der Stadt dar.
Um 1830 setzte die Industrialisierung mit den ersten Stofffärbereien und -druckereien ein, die ihren Höhepunkt nach 1900 in der Ansiedlung zahlreicher Textilbetriebe erreichte. Ab dem 17. Jahrhundert existierten Gerbereien und Bleichereien. Seit dem frühen 19. Jahrhundert sind Mühlen und Sägereien bezeugt. Das Holzgewerbe (Zimmerei, Schreinerei und Möbelbau) spielt noch heute eine wichtige Rolle in Diessenhofen. Die Ziegeleien bei Schupfen und Paradies, die seit dem Spätmittelalter die reichen Tonerde-Vorkommen ausbeuteten, entwickelten sich um die Wende zum 20. Jahrhundert zu grösseren Industrieunternehmen. Diejenige in Paradies ist im Jahr 2024 nach wie vor in Betrieb. Daneben existieren zwei industrielle Grossbetriebe (Werkzeug- und Formenbau, Kerzenfabrikation), mehrheitlich jedoch mittlere und kleinere Werkstätten.
Den grössten Beschäftigungsanteil nahm 2000 der dritte Wirtschaftssektor mit etwa der Hälfte der Beschäftigen ein. 50 % der Erwerbstätigen waren Wegpendler, vor allem nach Schaffhausen.

### Verkehr

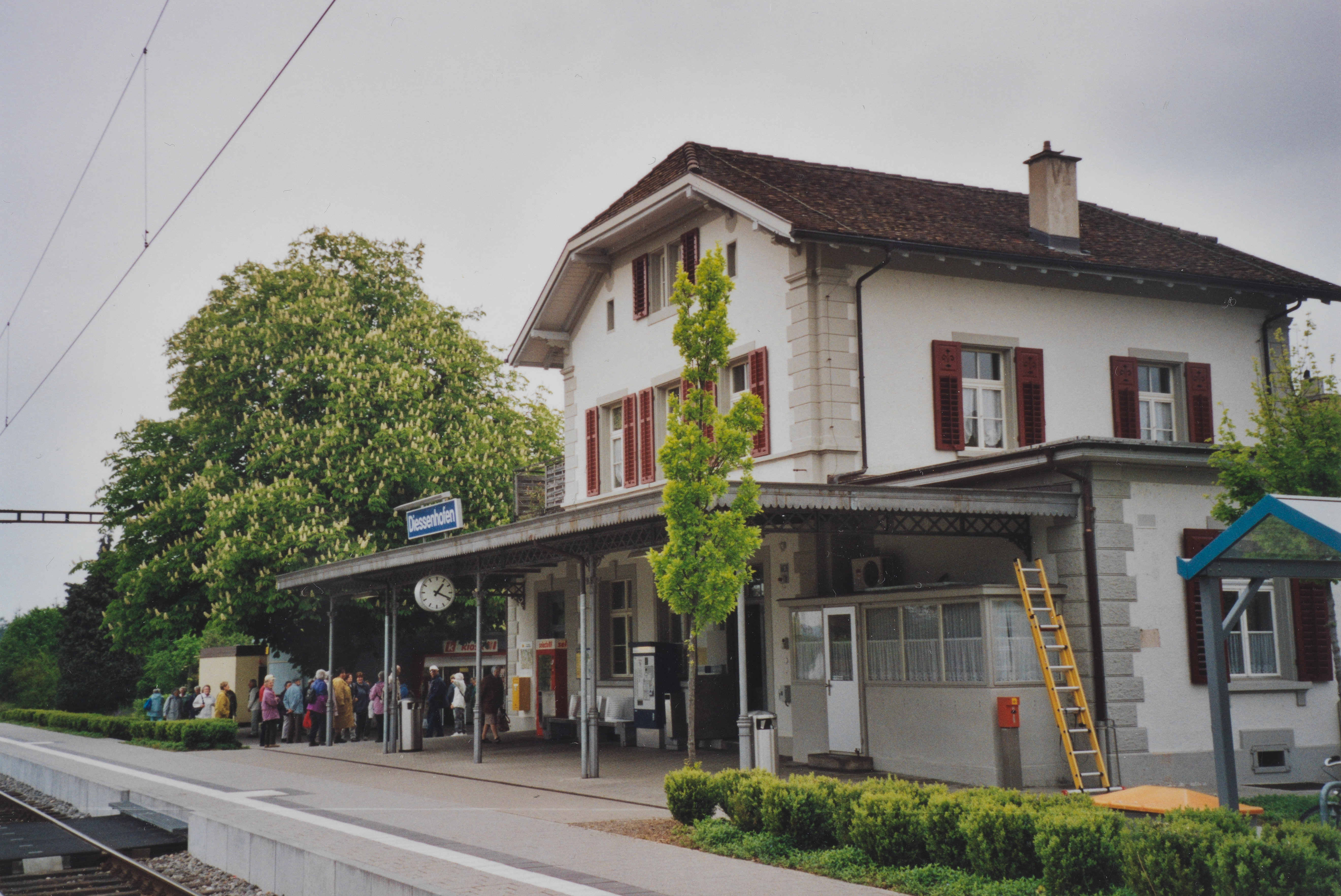
Bahnhof Diessenhofen (2004)

Die 1894 eröffnete Eisenbahnlinie Etzwilen–Schaffhausen und der Aufbau eines kantonalen Strassennetzes im ersten Drittel des 19. Jahrhunderts verdrängten zunehmend die – seit 1825 mit Dampf betriebenen – Transportschiffe, so dass die Rheinschifffahrt heute fast ausschliesslich dem Tourismus dient. Seit 1983 wird Diessenhofen durch eine südliche Umfahrungsstrasse vom Durchgangsverkehr entlastet.

## Wappen

Diessenhofen

Kanton Thurgau

Blasonierung: In Rot ein gelber Schrägbalken begleitet von zwei gelben, gekrönten Löwen.
Beim Wappen Diessenhofens handelt sich um das alte Stadtwappen, das dem Kyburger Wappen in den habsburgischen Farben entspricht. Die Bekrönung der Löwen unterscheidet es vom alten Thurgauer Wappen. Als 2000 die Politische Gemeinde Diessenhofen gebildet wurde, wurde für diese das Wappen der Ortsgemeinde Diessenhofen übernommen.
→ für einen geschichtlichen Abriss siehe Artikel Fahne und Wappen des Kantons Thurgau

## Bevölkerung
| Hier fehlt eine Grafik, die leider im Moment aus technischen Gründen nicht angezeigt werden kann. Wir arbeiten daran! |

|                     | 1527     | 1850  | 1870  | 1900  | 1950  | 1990  | 2000   | 2010   | 2018   | 2023   |
| ------------------- | -------- | ----- | ----- | ----- | ----- | ----- | ------ | ------ | ------ | ------ |
| Politische Gemeinde |          |       |       |       |       |       | 3227   | 3395   | 3985   | 4105   |
| Munizipalgemeinde   | ca. 1000 | 1616  | 1595  | 1876  | 2608  | 3292  |        |        |        |        |
| Ortsgemeinde        |          |       | 1444  | 1401  | 2080  | 2949  |        |        |        |        |
| Quelle              | [ 5 ]    | [ 5 ] | [ 5 ] | [ 5 ] | [ 5 ] | [ 5 ] | [ 12 ] | [ 12 ] | [ 12 ] | [ 13 ] |

Von den insgesamt 4105 Einwohnern der Gemeinde Diessenhofen am 31. Dezember 2023 waren 1580 bzw. 38,5 % ausländische Staatsbürger. 1169 (28,5 %) waren römisch-katholisch und 1029 (25,1 %) evangelisch-reformiert. Die Ortschaft Diessenhofen zählte zu diesem Zeitpunkt 3968 Bewohner.

## Kultur und Sehenswürdigkeiten
Das Wahrzeichen Diessenhofens im Zentrum ist der Siegelturm, in welchem Siegel und Urkunden seit dem Mittelalter aufbewahrt wurden. Bemerkenswert sind die Monduhr und das Zifferblatt mit den astronomischen Symbolen für die zwölf Tierkreiszeichen. Die Hauptstrasse des Orts führt unter dem Torbogen des Siegelturms hindurch.

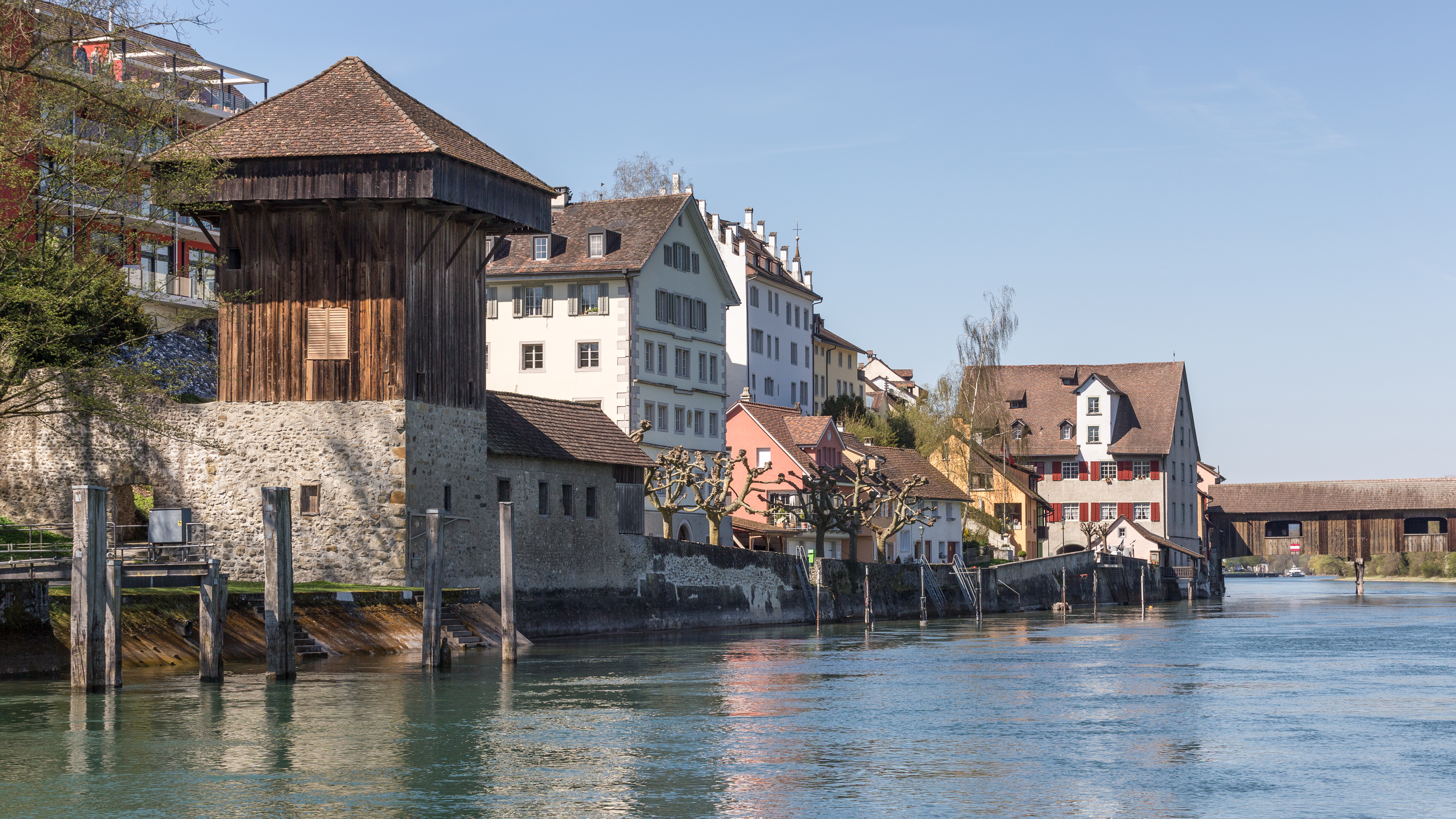
Diessenhofen mit Henketurm und gedeckter Rheinbrücke

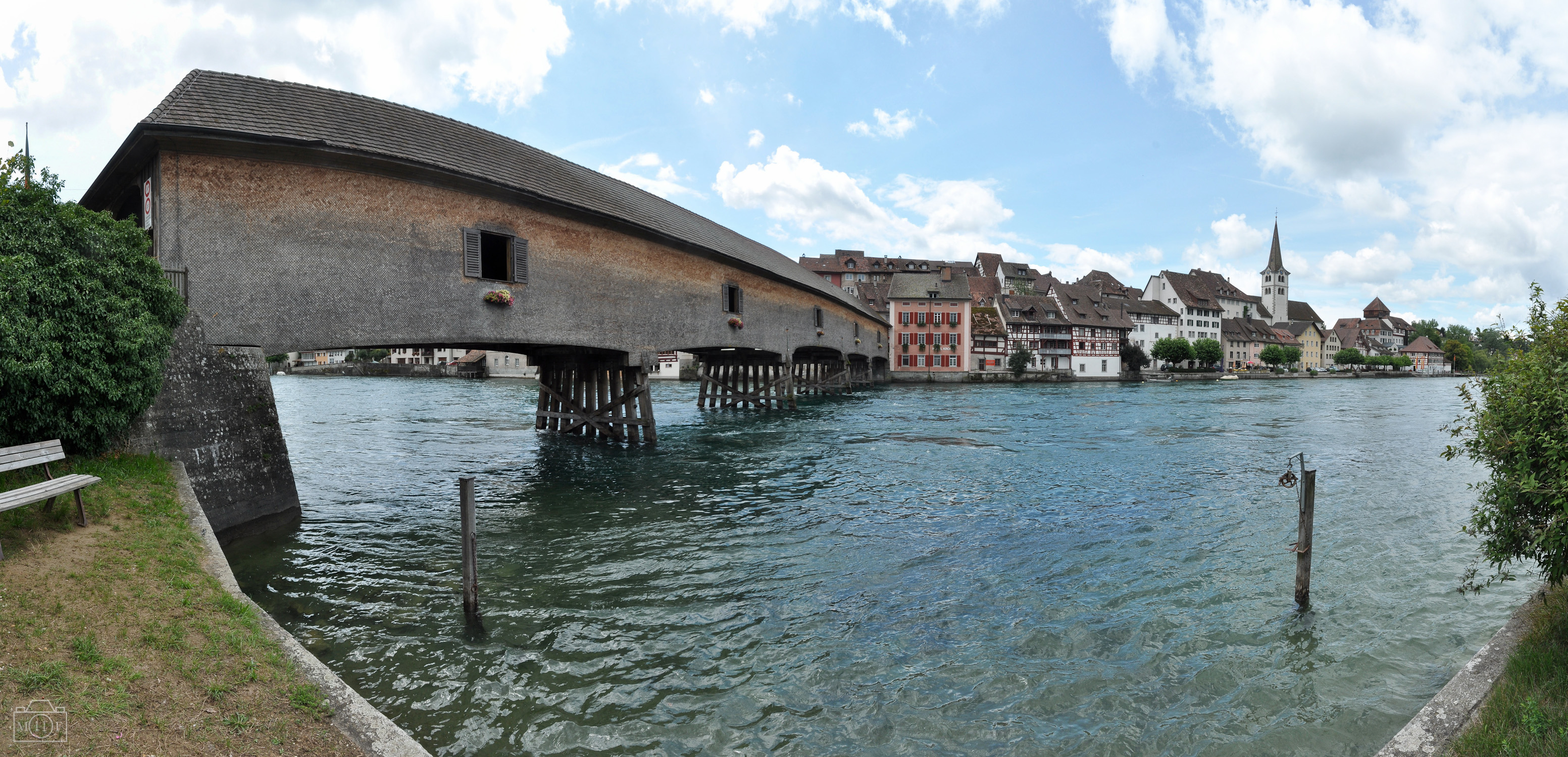
Holzbrücke über den Rhein nach Gailingen am Hochrhein

Die gedeckte Holzbrücke über den Rhein wurde 1816 eröffnet und ist Lebensader zwischen den Ortschaften Gailingen am Hochrhein und Diessenhofen. Der Oberbau der Brücke wurde in den Jahren 1996 und 1997 renoviert, die Sanierung der Jochpfähle im Jahr 2002 abgeschlossen.
Das Städtchen Diessenhofen und das Kloster St. Katharinental sind im Inventar der schützenswerten Ortsbilder der Schweiz aufgeführt.

### Museum kunst + wissen
Im Museum kunst + wissen, bis 2013 Oberes Amtshaus, werden neben einer Dauerausstellung mit Werken des bekannten Thurgauer Künstlers Carl Roesch regelmässig auch zeitgenössische Künstler, historische und auch grenzübergreifende Themen in Wechselausstellungen präsentiert.

### Burg Unterhof
Die Burg Unterhof liegt bei der Anlegestelle der Schifffahrtsgesellschaft URh. Sie wurde zumindest bis Ende 2014 als Ausbildungszentrum und Seminarhotel genutzt. Es ist ein restaurierter Bau in der westlichen Stadtecke, direkt am Rhein gelegen. Im 13. Jahrhundert war der Unterhof ein Ministerialsitz der Herren von Hettlingen, zürcherischer Ministerialadel von kyburgischen Gefolgsleuten. – Baugeschichte:
Gründung 1186 in der Westecke der Stadt, mit Turm und Ringmauer ausgestattet; 1276–1278 Ostflügel gebaut, 1315–1318 der Palas (Wohnhaus), 1328 Ausbau des Kellers. In der Barockzeit 1680 Ausmalung eines Saales im Palas. Rekonstruktion von Gebäudeteilen 1989–1992, wobei Reste gotischer Wandmalereien zum Vorschein kamen. Bei Umbauten im Südflügel 1904 fanden Arbeiter in einem hölzernen Doppelboden ein papierenes Liedblatt aus der Zeit um 1396, gefaltet in Zündholzschachtelgrösse, enthaltend zwei mittelhochdeutsche Minnelieder, die anders nicht überliefert sind, benannt «Diessenhofener Liederblatt».

### Diessenhofener Liederblatt
Beim Diessenhofener Liederblatt handelt es sich um die älteste Einzelblattüberlieferung eines mittelalterlichen Liedes. Geschrieben wurde das Liederblatt (zwei Liebeslieder mit Text und Melodie) ca. 1400. Gefunden wurde es bei Renovationsarbeiten im Unterhof im Jahr 1904. Seitdem befindet es sich im Privatbesitz der Familie des Finders und damaligen Besitzer des Unterhofes. Das Blatt lag gefaltet zum Format einer Streichholzschachtel zwischen Holzböden im Südflügel. Anhand der Wasserzeichen kann das Papier auf die Zeit um 1396 datiert werden. Das Blatt von ca. 16 × 21 cm enthält den Text von zwei dreistrophigen Liebesliedern mit Melodien. Die beiden Lieder stehen auf beiden Seiten des querformatigen Blattes, und zwar vorbereitet zum Wenden über die Querachse, zur Verwendung bei der Aufführung als Gedächtnisstütze des Sängers und Musikers. Das Publikum wird eine Gesellschaft von Zuhörerinnen und Zuhörern aus Adel und Kirche, Liebhabern des höfischen Gesanges (Minnesang) gewesen sein. Der Fund von 1904 war damals und ist bis heute sensationell, weil von der germanistischen Forschung nach solchen Dokumenten des unmittelbaren Liedervortrags immer gesucht wurde, seit Sammelhandschriften wie der Manesse-Codex, die Weingartner Liederhandschrift und andere bekannt waren. Bisher ist kein weiteres ähnliches Dokument gefunden worden.

### Kloster St. Katharinental
Eine knappe Viertelstunde zu Fuss Richtung Kloster Paradies liegt direkt am Rhein das ehemalige Kloster St. Katharinental auf dem Gebiet der bis 2000 selbständigen Gemeinde Willisdorf. Ein in mehreren Handschriften überliefertes Schwesternbuch des 14. Jahrhunderts berichtet über das begnadete Leben von mehr als 50 Konventsangehörigen. Das Graduale von St. Katharinental (um 1312), das 1958 in einer aufsehenerregenden Aktion zurückgekauft werden konnte, zählt mit seinen Miniaturen zu den bedeutendsten gotischen Kunstwerken der Schweiz. Das Innere der Klosterkirche gilt als eine der schönsten Raumschöpfungen des späten Barocks in der Schweiz. Die Klosteranlage dient heute als kantonale Rehabilitationsklinik sowie als Alterspflegeheim.

### «Haus zum Goldenen Leuen»
Das «Haus zum Goldenen Leuen» beherbergt eine pharmazie-historische Sammlung und andere Raritäten. Nach dem Tod dreier Generationen von Apothekern der Familie Brunner wurde die Sammlung in eine Stiftung überführt, die diese Sammlung pflegt und der Öffentlichkeit zugänglich macht. Das Haus ist kein Museum mit geregelten Öffnungszeiten, Führungen können aber vereinbart werden.

## Kirchen

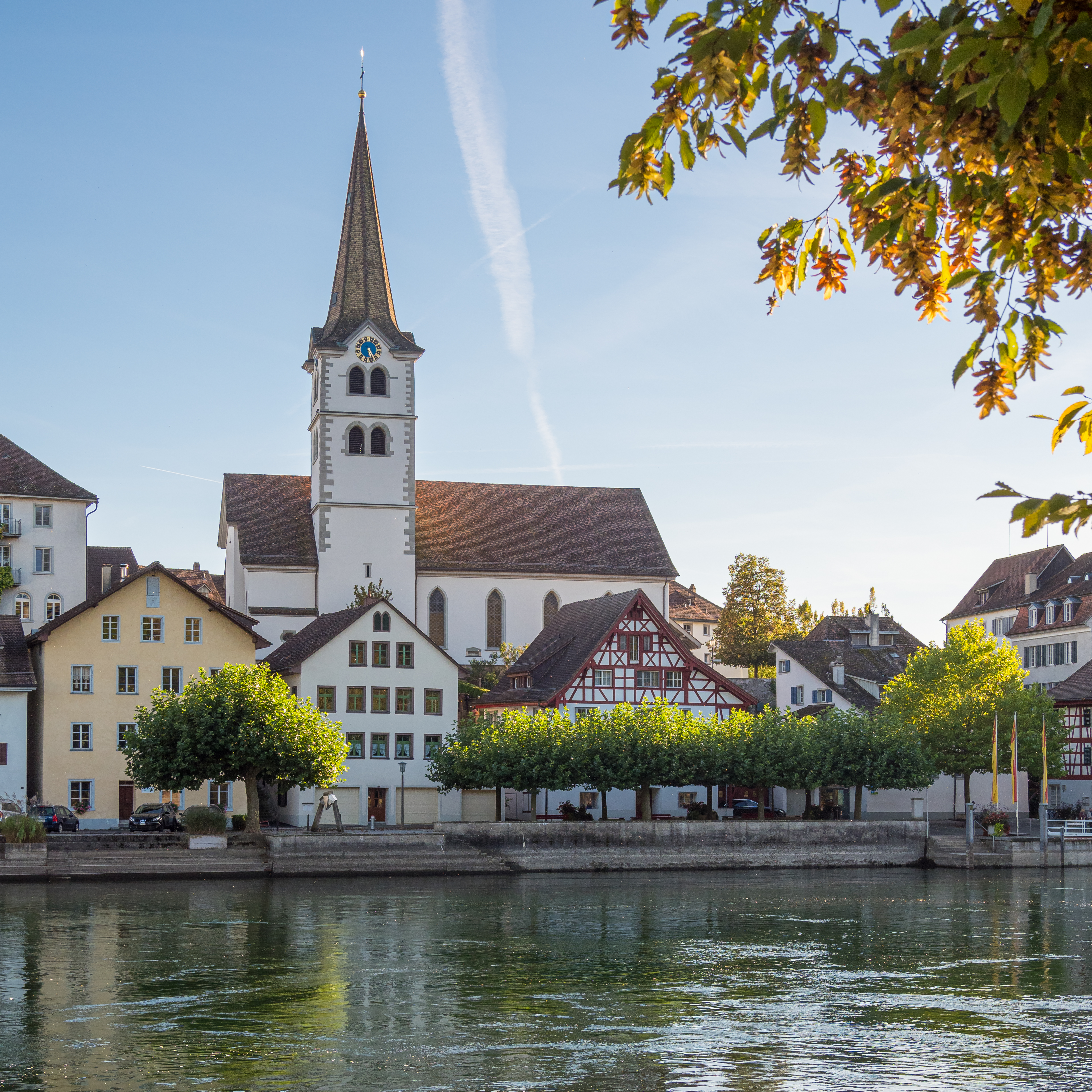
Evangelische Kirche St. Dionysius

Die Evangelische Kirche St. Dionysius geht auf eine erstmals im Jahr 757 erwähnte Kirche zurück. Im 13. Jahrhundert erfolgte auf dem heutigen Grundriss der Kirche ein romanischer Bau, der um 1500 zu einer dreischiffigen Basilika umgestaltet wurde. Zwischen 1543 und 1967 diente die Kirche beiden Konfessionen. Nach einer umfassenden Sanierung wurde die Kirche im November 2016 wiedereröffnet.
Die katholische Kirche Bruder Klaus wurde 1966–1967 nach Plänen des Architekten Karl Zöllig erbaut. Benannt ist sie nach dem Hl. Bruder Klaus, der im Jahr 1460 die Kirche St. Dionysius und das Kloster St. Katharinental vor der Brandschatzung durch die Zürcher und Unterwaldner rettete. Die katholische Kirche mit ihrer markanten Backsteinfassade ist ein Gesamtkunstwerk des Künstlers Willy Buck aus Wil SG.

## Wirtschaft
Im Jahr 2016 bot Diessenhofen 1367 Personen Arbeit (umgerechnet auf Vollzeitstellen). Davon waren 3,0 % in der Land- und Forstwirtschaft, 44,9 % in Industrie, Gewerbe und Bau sowie 52,1 % im Dienstleistungssektor tätig.
SWIFT hat am westlichen Stadtrand von Diessenhofen Anfang 2013 sein weltweit drittes eigenes Operationszentrum für sein Banken-Telekommunikationsnetz in Betrieb genommen. Der älteste Lokalfernsehsender der Schweiz, Tele D, ist in Diessenhofen angesiedelt.

## Persönlichkeiten
- Emil Altenburger (1885–1953), Architekt
- Jakob Bichsel (* 1931), Komponist und Dirigent
- Johann Conrad Brunner (1653–1727), ab 1686 Professor für Anatomie und Physiologie an der Universität Heidelberg, Leibarzt des Kurfürsten von der Pfalz, Mitglied der Gelehrtenakademie «Leopoldina»
- Apothekerfamilie Brunner: Jonas Friederich Brunner (1821–1898), sein Sohn Alfred Brunner (1861–1943) und sein Enkel Erwin Brunner (1892–1963)
- Gabriel Bucelinus (1599–1681), Benediktinermönch und Universalgelehrter
- Anna Eichholz (1868–1951), Schweizer Theaterschauspielerin, lebte und wirkte vorwiegend in Deutschland
- Heinrich Truchsess von Diessenhofen
- Georg Fein (1803–1869), Publizist und demokratischer Politiker des Vormärz, Gründer und Organisator von Arbeiterbildungsvereinen
- Hieronymus Frey (1535–1585), Benediktinermönch und Abt von Muri
- Friedrich Haag (1846–1914), Altphilologe
- Rudolf Hanhart (1780–1856), Pädagoge, Gymnasiallehrer, Hochschullehrer und reformierter Geistlicher
- Simone Meier (* 1965), Mittelstreckenläuferin
- Johann Georg Rauch (1789–1851), Unternehmer und Politiker
- Carl Roesch (1884–1979), Maler, Glasmaler und Mosaizist
- Margrit Roesch-Tanner (1880–1969), Kunsthandwerkerin, Malerin und Zeichnerin
- August Schmid (1877–1955), Maler, Bühnenbildner, Regisseur
- Walter Willy Sommer (* 1951), Politiker (FDP), Stadtpräsident von Diessenhofen (1987 bis 2017)
- Sebastian Vorster (1666–1733), Professor für Arzneikunde an der Universität Freiburg im Breisgau, Mitglied der Gelehrtenakademie «Leopoldina»
- Conrad Weidmann (1847–1904), Kolonialschriftsteller, Maler
- Rudolf Wegeli (1877–1956), Historiker und Direktor des Bernischen Historischen Museums
- Theo Zingg (1925–1993), Zeitungsverleger und Verlagsmanager

## Galerie

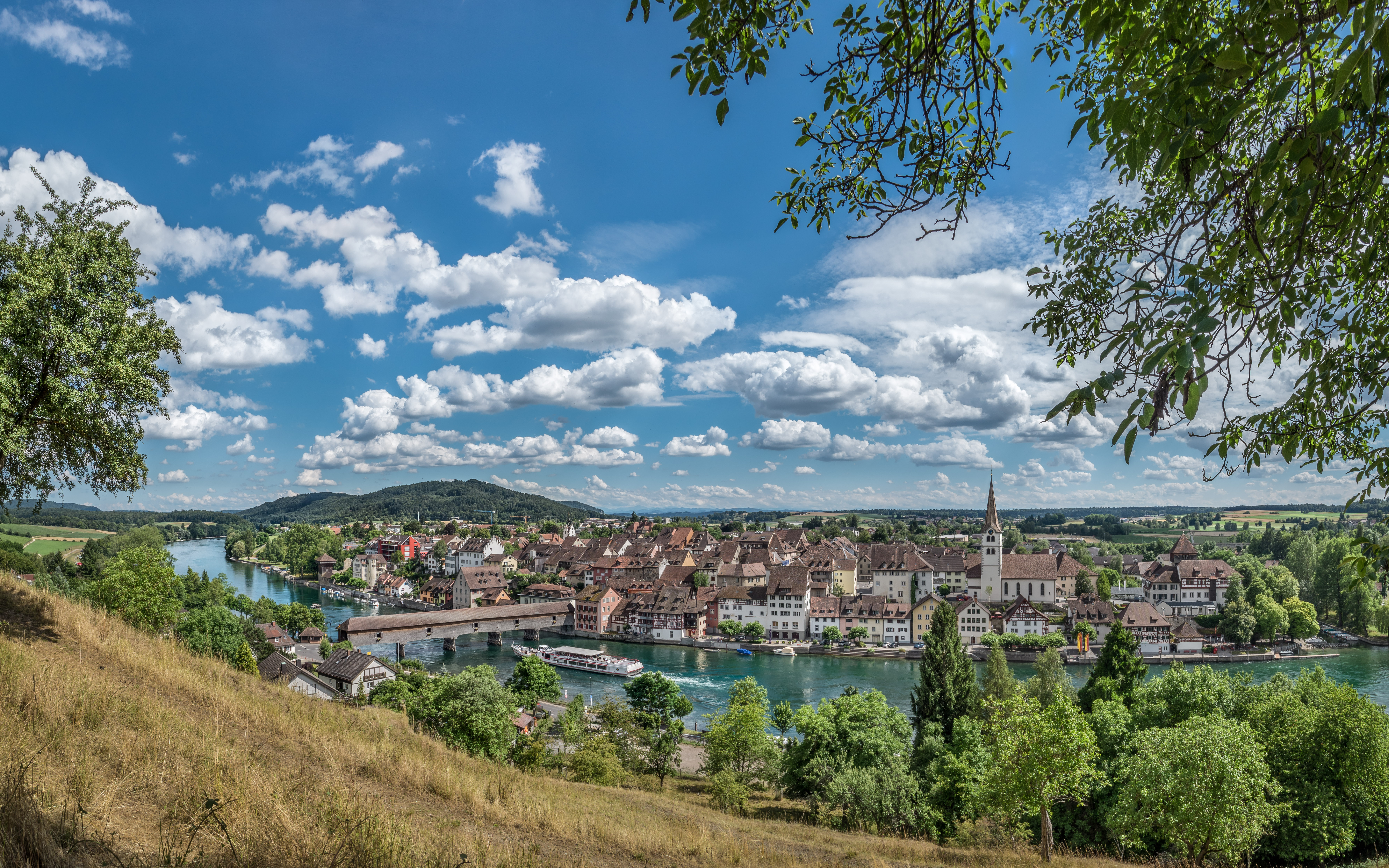
Diessenhofen, Ansicht von Gailingen aus
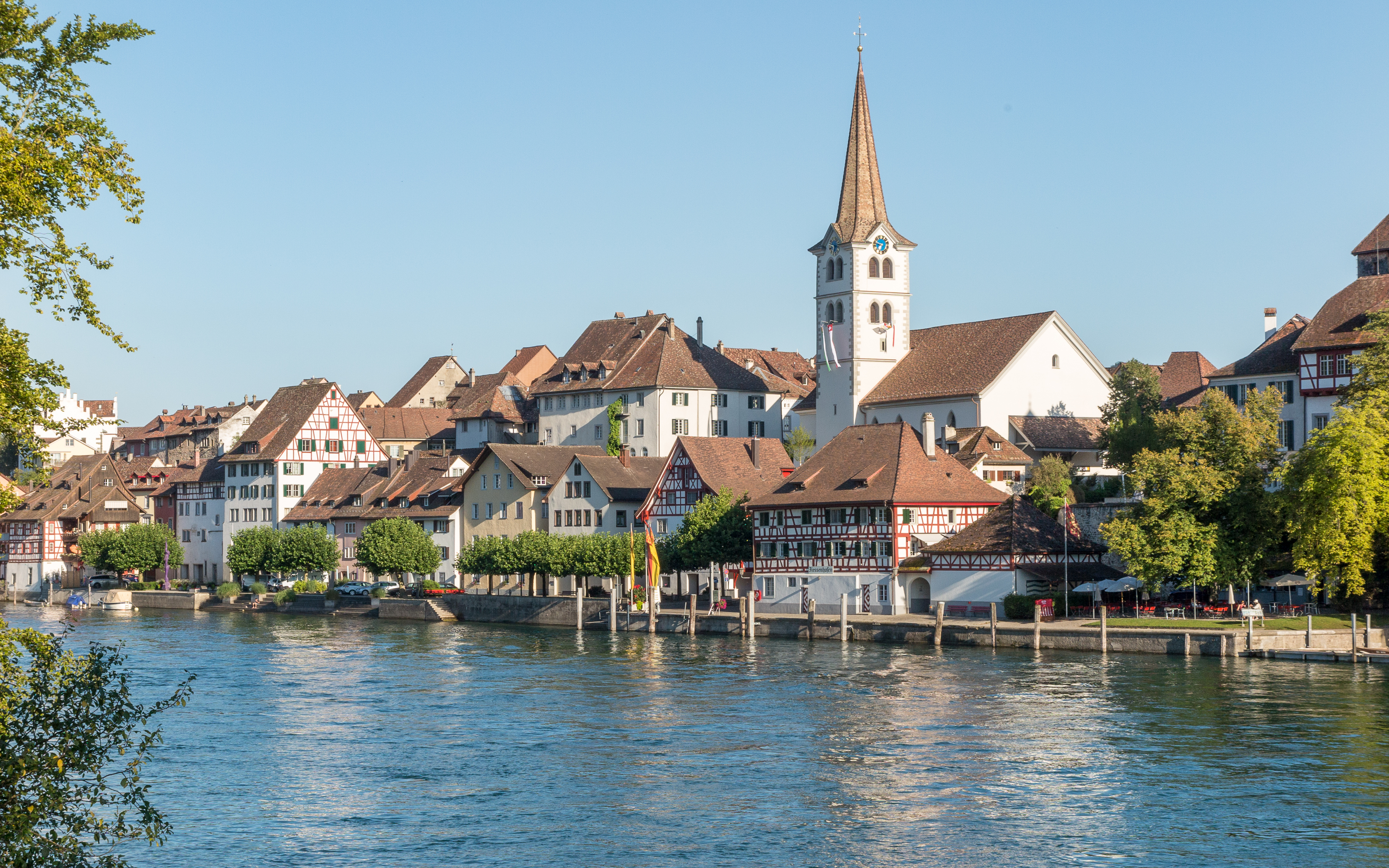
Diessenhofen am Hochrhein
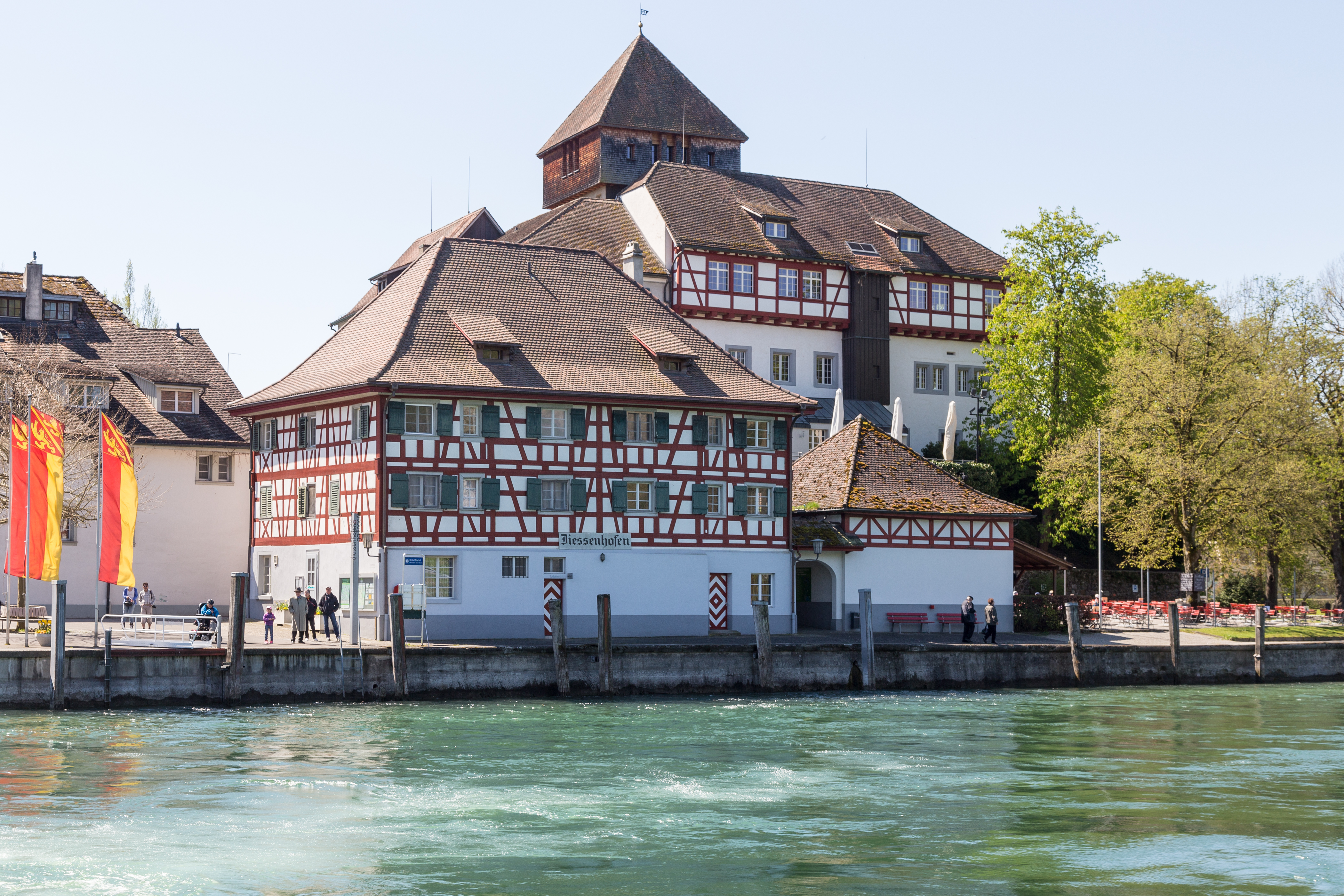
Fischerzunft und Unterhof
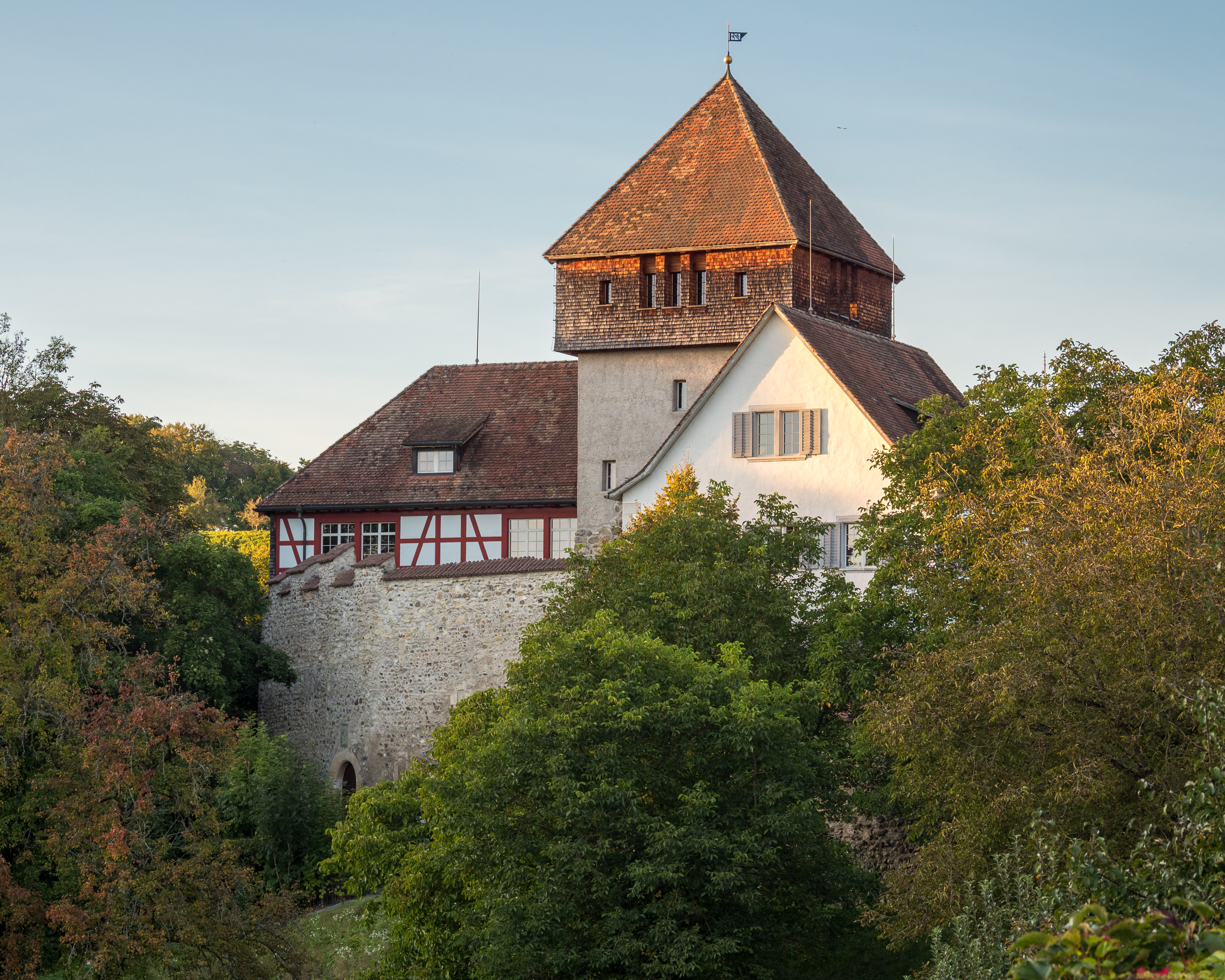
Unterhof
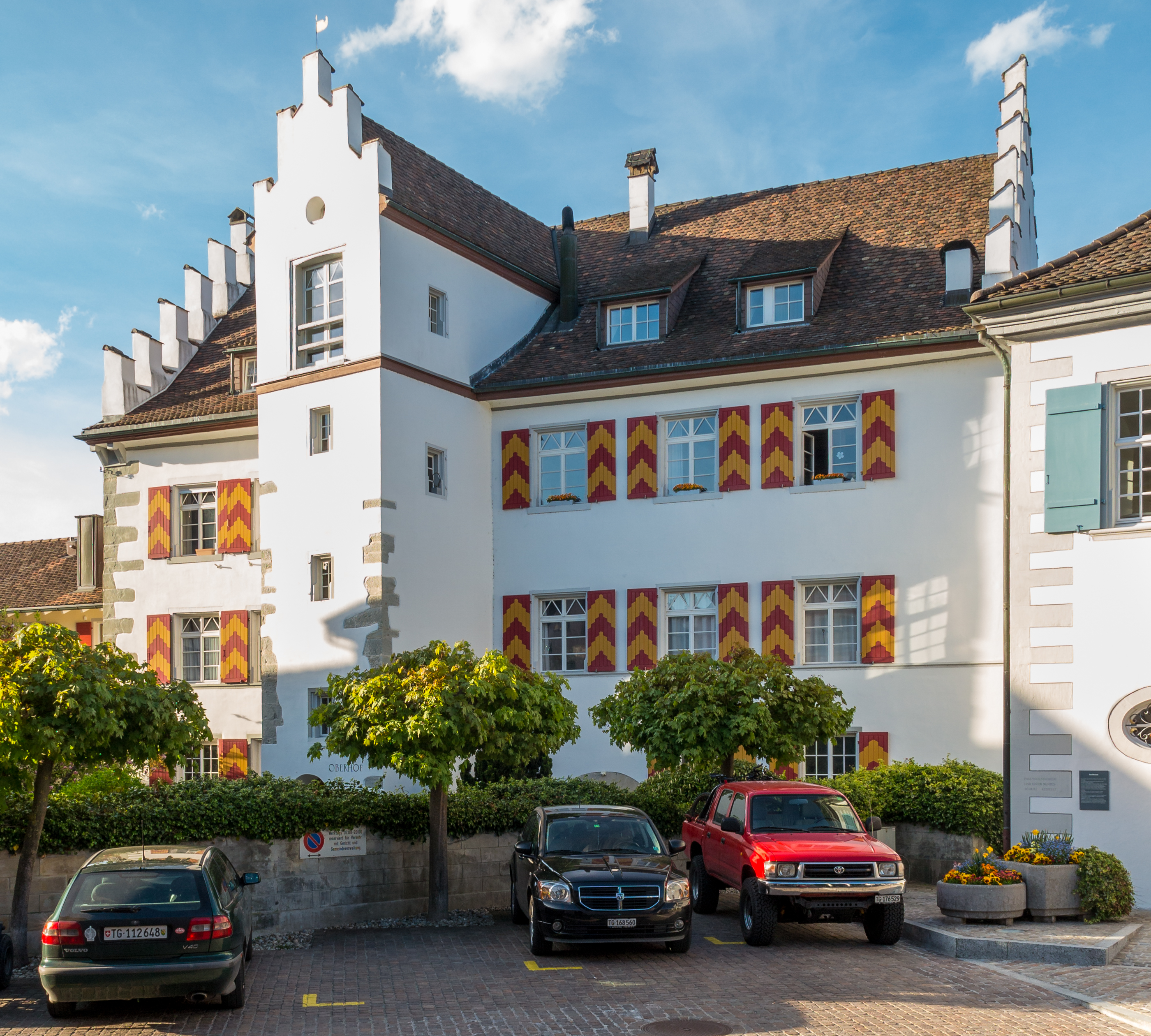
Oberhof
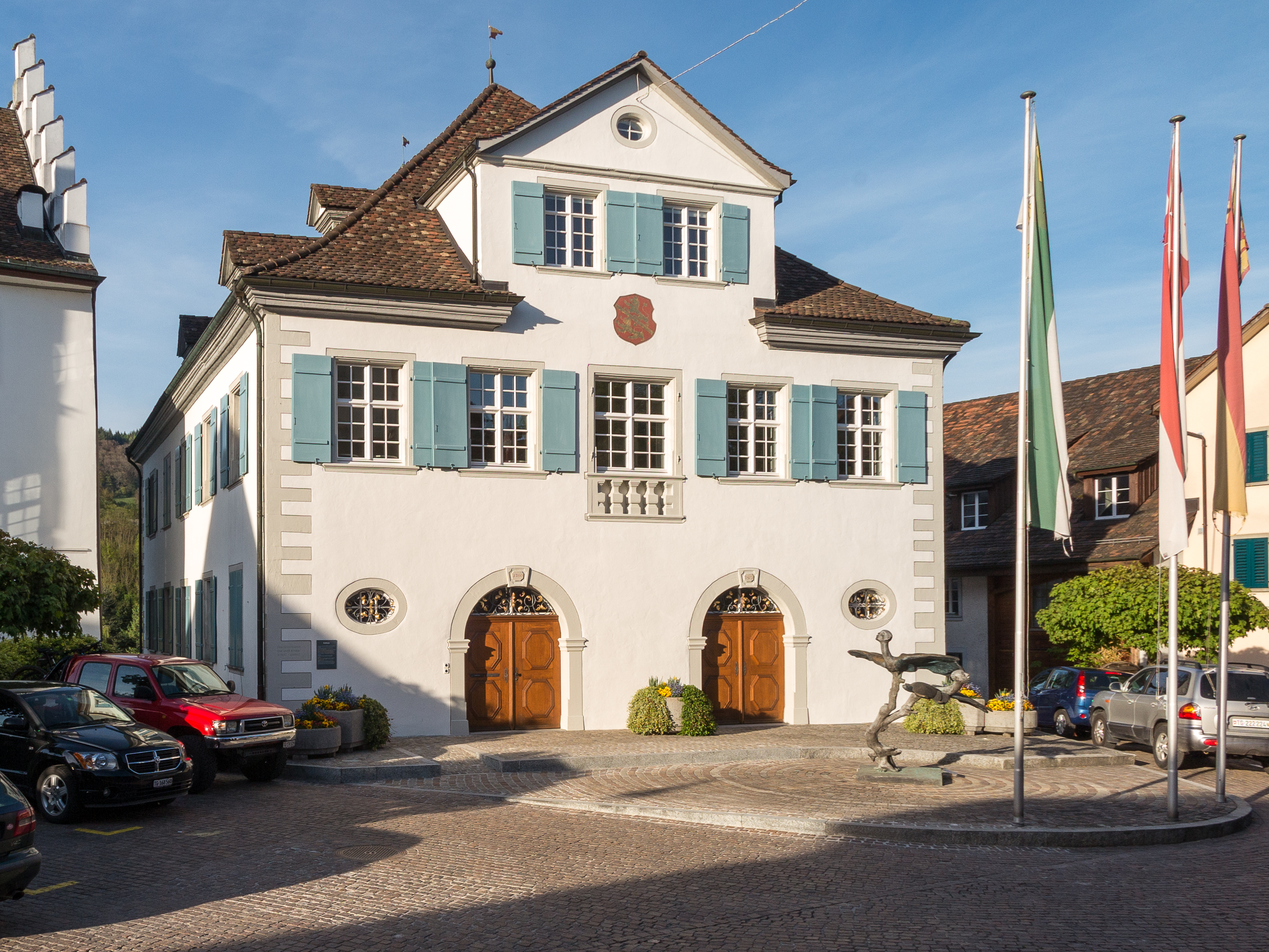
Rathaus
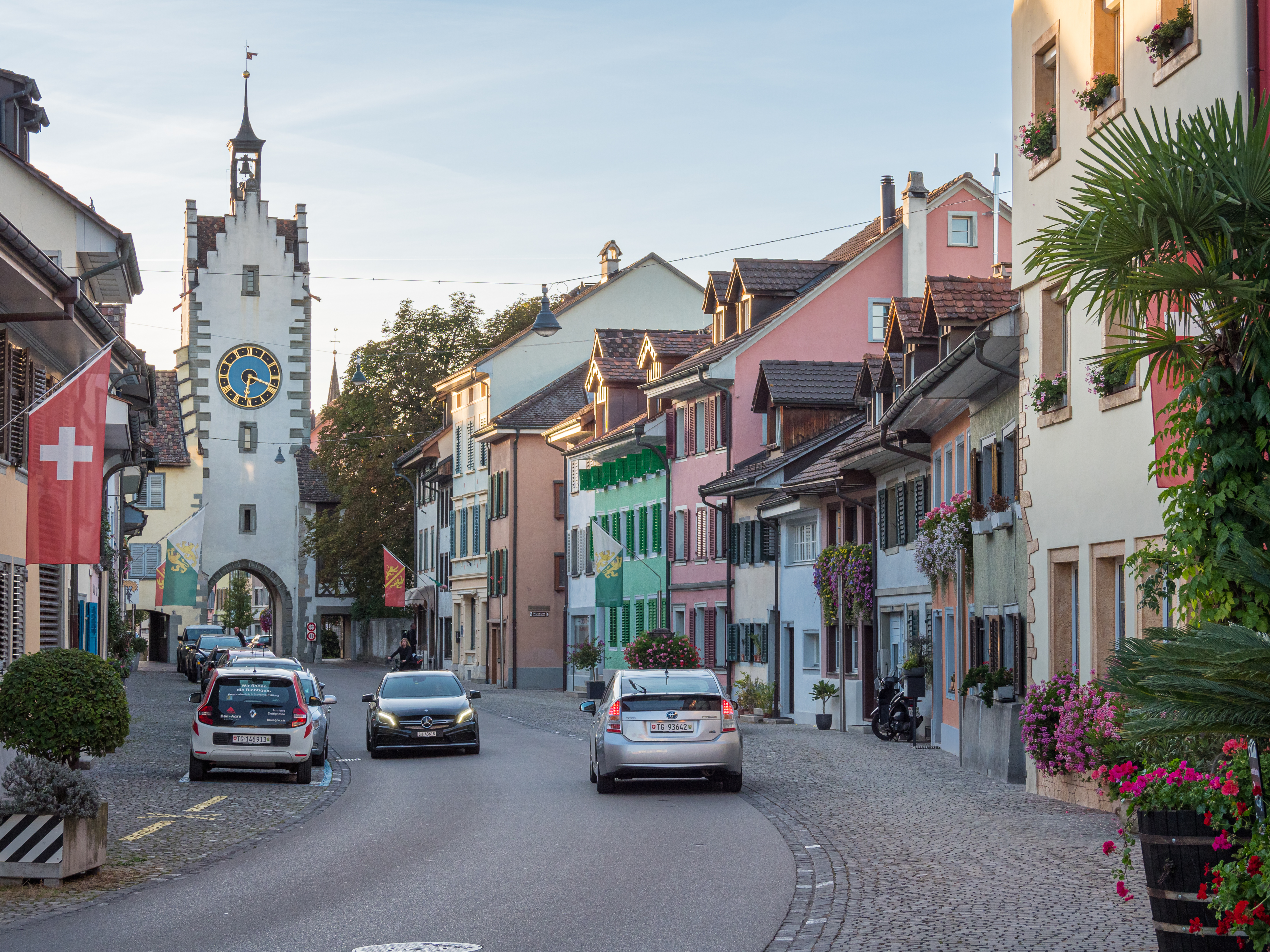
Obertor mit Siegelturm
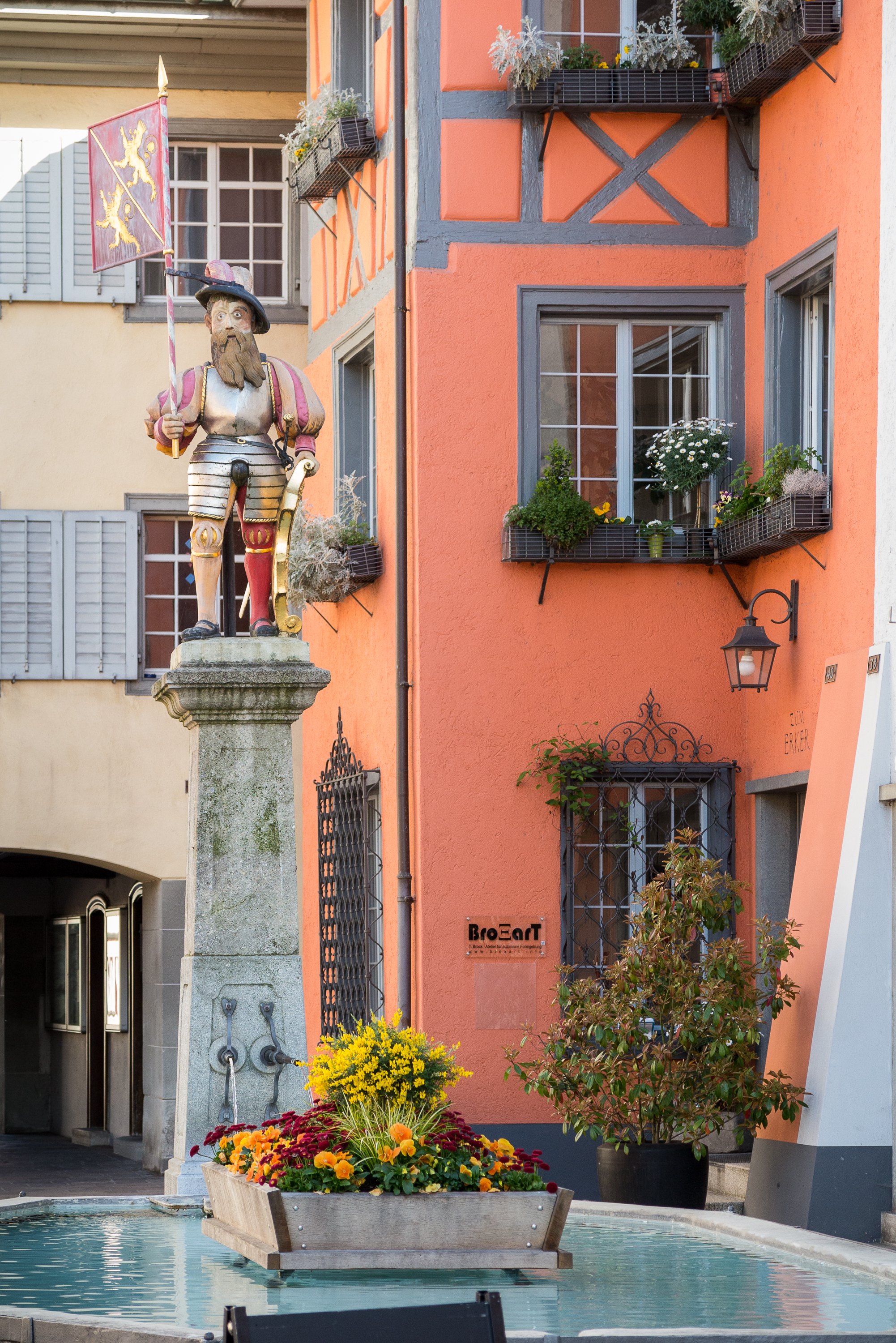
Siegelturmbrunnen
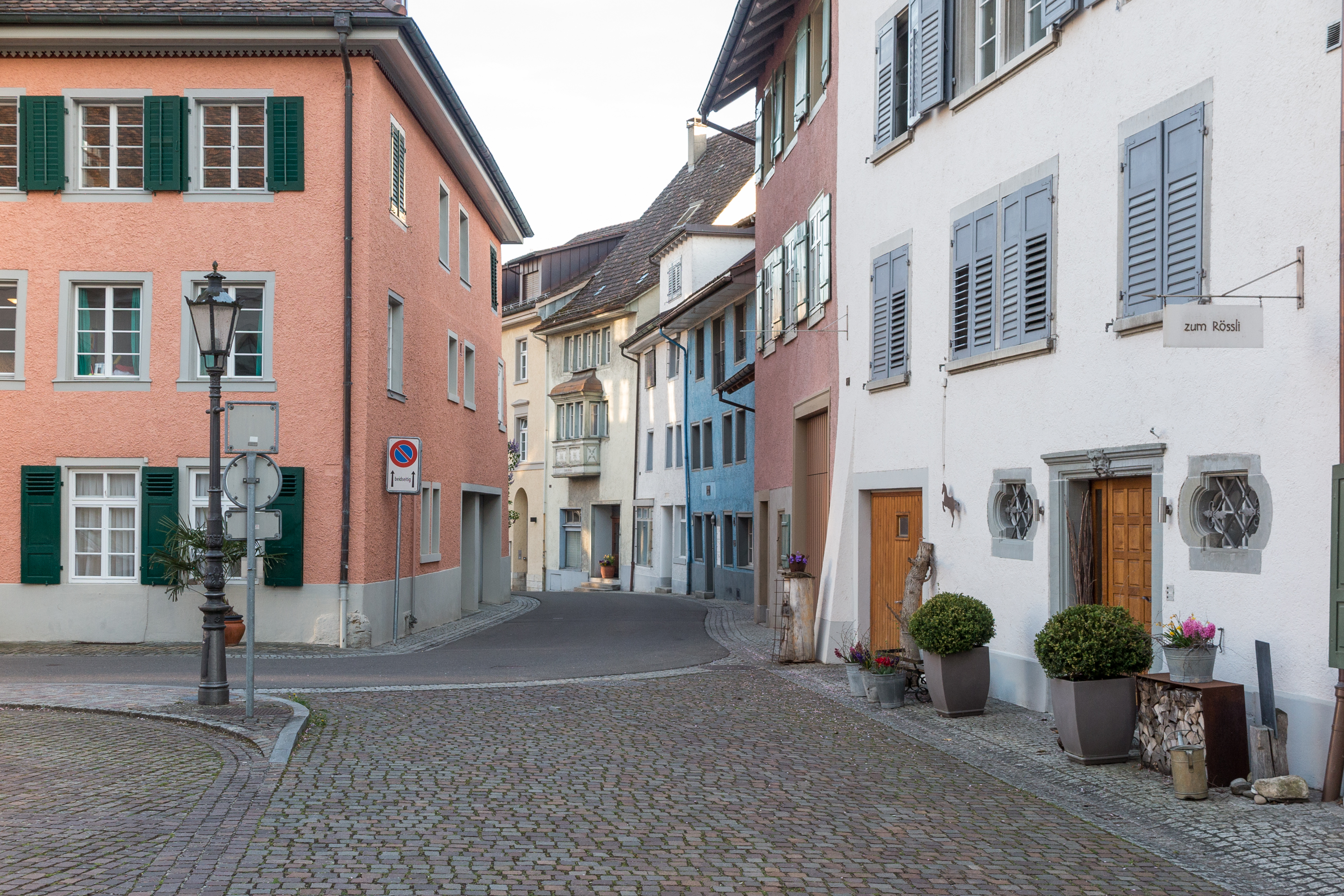
Kirchgasse
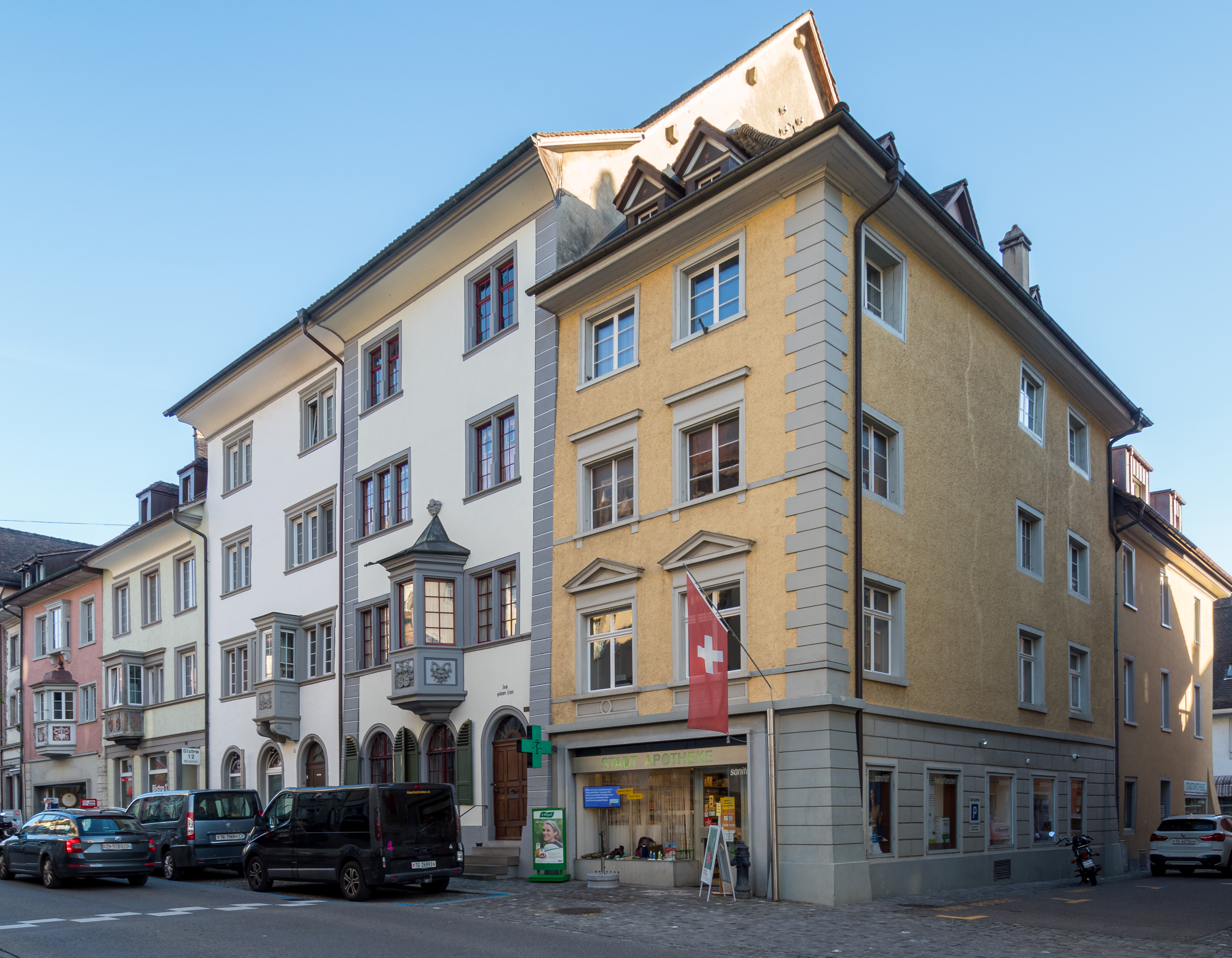
Hauptstrasse
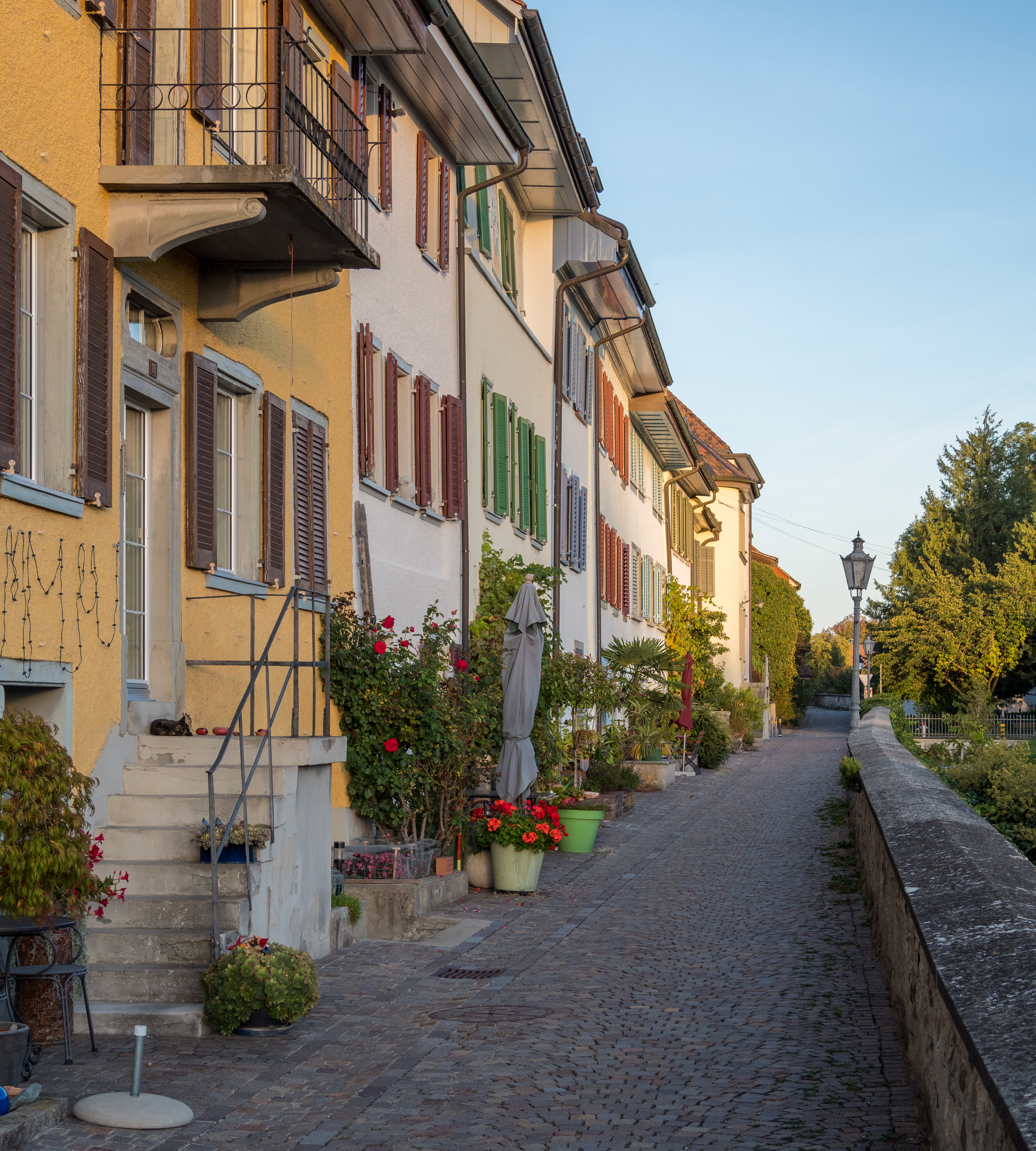
Häuser Untere Mauer
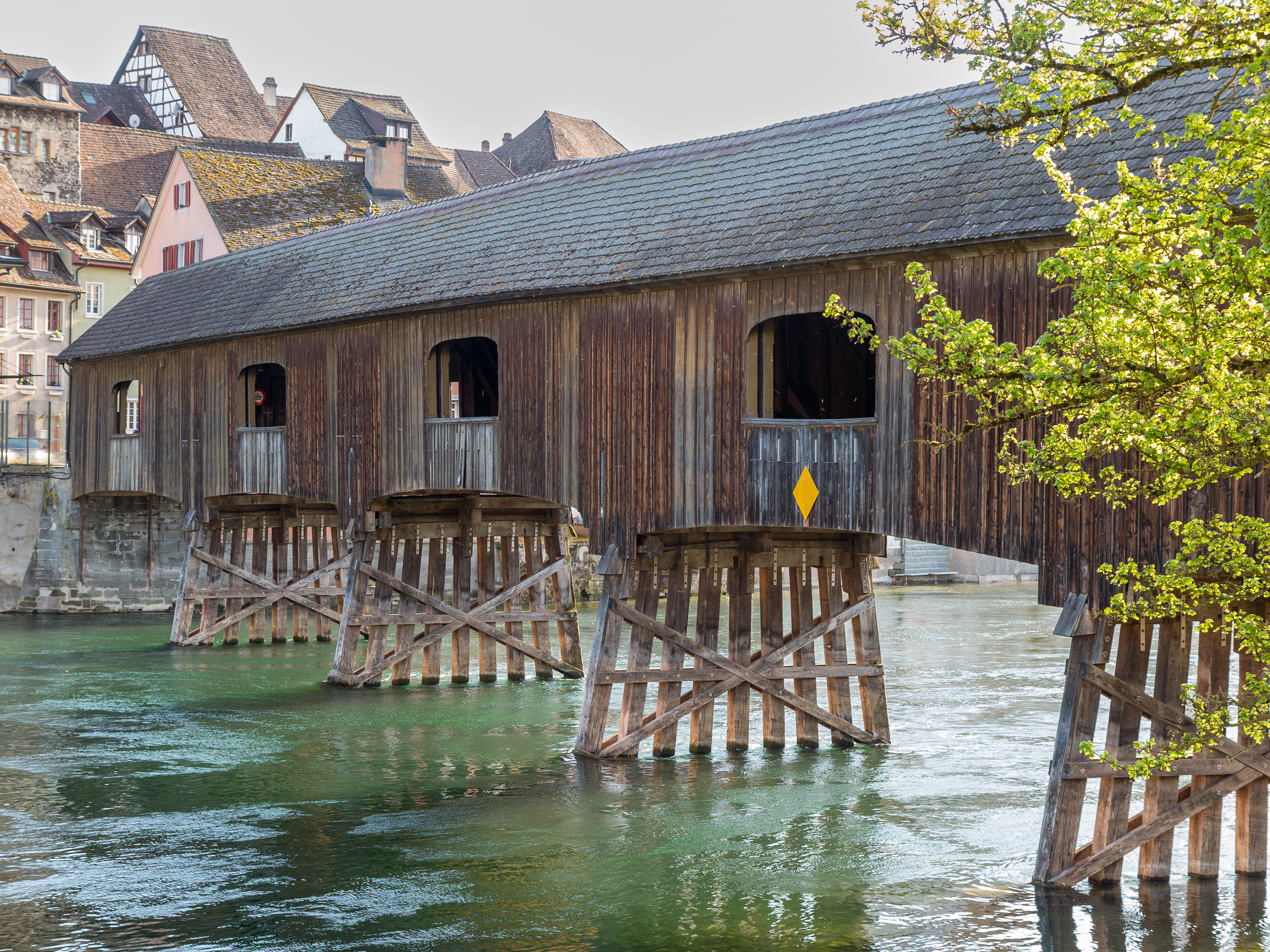
Rheinbrücke